# قلعه پیرماه شاه
قلعه پیرماه شاه مربوط به دوره ساسانیان است و در شهرستان نرماشیر، روستای فضل‌آباد واقع شده و این اثر در تاریخ ۲۷ مرداد ۱۳۸۲ با شمارهٔ ثبت ۹۵۶۹ به‌عنوان یکی از آثار ملی ایران به ثبت رسیده است.